# Frank Farian
Frank Farian (tên khai sinh Franz Reuther, 18 tháng 7 năm 1941 – 23 tháng 1 năm 2024) là một nhà sản xuất thu âm và người viết bài hát người Đức. Ông được biết đến như là người thành lập và giọng hát đứng sau nhóm nhạc disco-pop Boney M. trong cả thập kỷ 1970 và là nhà tổ chức và giọng hát của nhóm nhạc hát nhép Milli Vanilli. Việc ông thích tạo ra ban nhạc với hình ảnh bên ngoài không thống nhất với giọng hát thu âm đã dẫn đến tranh cãi trong suốt sự nghiệp của ông, đặc biệt là trong trường hợp của ban nhạc Milli Vanilli. Trong suốt sự nghiệp của mình, Frank Farian đã bán được hơn 850 triệu đĩa nhạc trên toàn thế giới (theo tạp chí Đức Der Spiegel). Farian cũng là chủ sở hữu của hãng thu âm MCI và một số công ty con của nó.
Ông qua đời tại Miami vào ngày 23 tháng 1 năm 2024, thọ 82 tuổi.

## Các album sản xuất đứng đầu thế giới
Boney M
- Take the Heat off Me (#2 Germany, #1 Sweden)
- Love for Sale (#1 Germany, #1 Sweden, #2 Netherlands)
- Nightflight to Venus (#1 UK, #1 Germany, #1 Netherlands)
- Oceans of Fantasy (#1 UK, #1 Germany, #3 Netherlands)
- The Magic of Boney M. – 20 Golden Hits (#1 UK, #2 Germany, #2 New Zealand)
- Gold – 20 Super Hits (#2 Netherlands, #2 New Zealand)

Milli Vanilli
- All or Nothing (#4 Germany, #1 Australia, #1 New Zealand)
- Girl You Know It's True (#1 USA, #1 Canada)
- Sweet Dreams (#2 Finland, #2 Switzerland, #10 Australia)

No Mercy
- No Mercy (#4 Australia, #3 Netherlands)